# Vyvolenej
Vyvolenej je druhé album pražské metalové skupiny Škwor. Vyšlo v roce 2004.
Toto album se stalo zlatým za 10 tisíc prodaných alb.
Album oproti předchozímu obsahuje méně vulgarismů a prvoplánových politických hesel. Po hudební stránce je album melodičtější.
K singlu Sraž nás na kolena, dosud patrně nejslavnější písni skupiny, a skladbě Utíkám vznikly videoklipy.

## Seznam skladeb
| Pořadí | Název                                                                         | Délka |
| ------ | ----------------------------------------------------------------------------- | ----- |
| 1.     | Čekatel                                                                       | 102   |
| 2.     | Vyvolenej                                                                     | 402   |
| 3.     | Sraž nás na kolena (česká cover verze písně Shout od skupiny Tears for Fears) | 4:21  |
| 4.     | Divoká noc                                                                    | 3:42  |
| 5.     | Bylo by nám líp                                                               | 3:26  |
| 6.     | Už je takovej                                                                 | 2:45  |
| 7.     | Nebudem si lhát                                                               | 3:01  |
| 8.     | Chtěl si letět                                                                | 3:12  |
| 9.     | Milión                                                                        | 3:45  |
| 10.    | Může se stát                                                                  | 3:15  |
| 11.    | Tak trochu                                                                    | 3:31  |
| 12.    | Utíkám                                                                        | 4:02  |
| 13.    | Stín                                                                          | 2:32  |
| 14.    | Víš to sám                                                                    | 4:09  |
| 15.    | Hrobový ticho                                                                 | 3:34  |